# واغیناک آصلانیان
واغیناک سیراکانی آصلانیان (ارمنی: Վաղինակ Սիրեկանի Ասլանյան؛ زاده ۲۱ دسامبر ۱۹۱۸ - درگذشته ۸ آوریل ۲۰۰۵) نقاش اهل ارمنستان بود.

## زندگی‌نامه
وی در ۲۱ دسامبر ۱۹۱۸ در ایروان در به دنیا آمد و از کالج دولتی هنرهای زیبای پانوس ترلمزیان (۱۹۳۸)، انستیتو دولتی هنری و نمایشی ایروان  (۱۹۵۰) و آکادمی ملی هنرهای زیبای معماری (۱۹۴۱) فارغ‌التحصیل گشت. وی همچنین برنده جوایزی همچون نشان جنگ میهنی (درجه) و نقاش شایسته ارمنستان شوروی شد. وی در ۸ آوریل ۲۰۰۵ در سن ۸۶ سالگی در ایروان درگذشت.